# Оррвілл (Алабама)
Оррвілл (англ. Orrville) — місто (англ. town) в США, в окрузі Даллас штату Алабама. Населення — 150 осіб (2020).

## Географія
Оррвілл розташований за координатами 32°18′24″ пн. ш. 87°14′44″ зх. д. / 32.30667° пн. ш. 87.24556° зх. д. (32.306769, -87.245447).  За даними Бюро перепису населення США в 2010 році місто мало площу 2,68 км², уся площа — суходіл.

## Демографія
Згідно з переписом 2010 року, у місті мешкали 204 особи в 88 домогосподарствах у складі 49 родин. Густота населення становила 76 осіб/км².  Було 109 помешкань (41/км²).
Расовий склад населення:
| - 62,3 % — чорних або афроамериканців - 37,7 % — білих |

До двох чи більше рас належало 0,0 %. Частка іспаномовних становила 0,0 % від усіх жителів.
За віковим діапазоном населення розподілялося таким чином: 24,5 % — особи молодші 18 років, 53,9 % — особи у віці 18—64 років, 21,6 % — особи у віці 65 років та старші. Медіана віку мешканця становила 45,8 року. На 100 осіб жіночої статі у місті припадало 100,0 чоловіків;  на 100 жінок у віці від 18 років та старших — 94,9 чоловіків також старших 18 років.
Середній дохід на одне домашнє господарство  становив 24 436 доларів США (медіана — 16 250), а середній дохід на одну сім'ю — 31 938 доларів (медіана — 28 438). За межею бідності перебувало 37,3 % осіб, у тому числі 53,8 % дітей у віці до 18 років та 20,0 % осіб у віці 65 років та старших.
Цивільне працевлаштоване населення становило 21 осіб. Основні галузі зайнятості: освіта, охорона здоров'я та соціальна допомога — 33,3 %, будівництво — 28,6 %, фінанси, страхування та нерухомість — 14,3 %, сільське господарство, лісництво, риболовля — 14,3 %.